# 346ª Brigata SAP "Sergio Alpron"
La 346ª Brigata Garibaldi SAP "Alpron" fu una brigata partigiana che operò a sestri Ponente.
Nacque nella periferia ponentina di Genova, più esattamente nella zona industriale di Sestri Ponente, a pochi chilometri dal centro di Genova. L'area era ed è in parte ancora oggi ricca di stabilimenti metalmeccanici, di precisione, chimica ed ovviamente navale.
Le fabbriche che videro maggior sviluppo della lotta partigiana furono l'Ansaldo, la San Giorgio ed i cantieri navali tutti.
Le retate tedesche per prelevare mano d'opera da tradurre nei lager in Germania colpirono duramente le fabbriche: migliaia di operai sparirono nei campi come schiavi.
In questo contesto, già dai primi del '900 si assistette ad un forte movimento emancipativo operaio (non si scordino le durissime lotte delle donne 'sigaraie' impiegate presso la Manifattura Tabacchi già dal 1917, operante sino agli anni '70 seppur su scala ormai ridotta); tale movimento vide forti 'unioni anarchiche, poi socialiste. L'avvento del fascismo schiacciò duramente tali movimenti e li disperse.
Il Partito Comunista d'Italia trovò nella clandestinità degli anni 20 e 30 un forte momento di ripresa nelle proprie mani dei fili della militanza antifascista. Molti quadri combatterono in Spagna nelle Brigate Internazionali negli anni 1936-1939, sovente già collocati nell'esilio francese.
Il giovane ebreo comunista Sergio Alpron, cadde sotto il piombo fascista a 34 anni ed in suo onore fu creata la 346ª Brigata SAP (Squadre di Azione Patriottica) operante a Sestri Ponente.
La 'Alpron', comandata da "Piva" e "Caprari", combatté duramente nei giorni del 23-25 aprile 1945 nell'area che va da Sestri a Voltri, prendendo il comando tedesco di Pegli, catturando i tedeschi e riunendoli nella locale Villa Rossi, subendo perdite non gravi, ma molti feriti; la sua azione durante i mesi precedenti la Liberazione si sviluppò nel costante sabotaggio delle linee di produzione delle fabbriche, nella diffusione notturna di materiale insurrezionale con copertura armata (vi era il coprifuoco), nell'eliminazione fisica di fascisti (azioni su mezzi pubblici, in locali, cinema e teatri occupati con azioni fulminee con eliminazione di nemici in pubblico e scomparsa immediata), uccisione di SS e spie da parte degli elementi più esperti, in parte derivanti e/o affiancanti i GAP (Gruppi di Azione Patriottica) del centro cittadino (comandati dagli eroici caduti Giacomo Buranello e Walter Fillak, entrambi studenti di 23 anni).
Uno dei distaccamenti della Alpron fu il Distaccamento Torre (altro volontario caduto); tale distaccamento si distinse per particolare ardimento. Uno dei suoi più giovani componenti, detto Biundìn (al secolo Aldo Vecchi, 1927-2010, vicino al Partito Socialista Italiano clandestino, campione nazionale di lotta libera e greco-romana, noto per forte attitudine atletica, al tempo operaio tornitore alla San Giorgio) fu colui che il 25 luglio 1943 si arrampicò sulla Casa del Fascio di Sestri e abbatté a martellate il fascio-littorio tra il giubilo generale.
L'opera della Alpron mirò anche ad un fondamentale recupero costante di armi prese al nemico ed occultate presso le vicine cave di pietra del Monte Gazzo; tali armi tornarono fondamentali i giorni dell'insurrezione. Molte armi, nei primi tempi della lotta partigiana, furono, dagli uomini delle SAP e GAP prese a militi nemici con azioni eroiche, come ad esempio puntando un dito od una matita nella schiena del nemico intimandone la resa e poi disarmandolo.
I lanci alleati o l'arrivo di armi dalle formazioni operanti sugli appennini erano ancora molto difficoltose ed i patrioti così si arrangiavano.
Altre SAP distintesi a Sestri Ponente furono la Sordi comandata da Racchetta (comunista, al secolo Francesco Panizzi, classe 1926) e la Malatesta di orientamento libertario. Nell'ambito del Comitato di Liberazione Nazionale locale, sia le formazioni di orientamento maggiormente comunista come la Alpron e la Sordi, agirono in perfetta sinergia con gli anarchici della Malatesta, tutte formazioni identificabili nelle Brigate Garibaldi, superando, perlomeno in quei tragici mesi, antiche divisioni e rancori che in Spagna (Maggio 1937) sfociarono addirittura anche in violenti e fratricidi scontri armati fomentati sia dalla folle e violenta repressione stalinista che dall'improvvisazione militare e politica delle milizie anarchiche.
La 346ª brigata garibaldina Alpron resta nella storia della Liberazione di Genova-Sestri Ponente come una pagina di disinteressato ed ostinato rigore combattente antifascista.